# Neonitocris rufipes
Neonitocris rufipes là một loài bọ cánh cứng trong họ Cerambycidae.